# 偉烈亞力
伟烈亚力（1815年4月6日—1887年2月10日），英国汉学家，伦敦传道会传教士。1846年 (道光二十六年) 来华。偉烈亞力在中国近30年，致力传道、传播西学，並向西方介绍中国文化，在这几个方面都有重要贡献。1877年偉烈亞力因年迈体弱，视力衰退，返回伦敦定居，1887年2月10日逝世。

## 生平
1815年4月6日偉烈亞力出生于伦敦， 曾先后在苏格兰德拉姆利希村（Drumlithie） 、金卡丁郡（Kincardineshire） 和伦敦切尔西区（Chelsea）的学校就学。
伟烈亚力后来在伦敦跟随一位木匠当学徒。1846年他带着一封介绍信去伦敦访问理雅各，征求关于进一步学习汉语的方法。理雅各问他“你没有字典，如何学汉语？”他说是从一本用拉丁文刊行的汉语语文书Notitia Linguae Sinicae自修拉丁文，字典是自编的，办法是找来一部汉语新约，翻开约翰福音第一章開頭太初有道、道與神同在、道就是神，对照拉丁文本：In principio erat Verbum et Verbum erat apud Deum et Deus erat Verbum'，里面相当于“verbum”的汉字（道）必出现三次，相当于“deus”的汉字（神）必出现两次，如此就把拉丁语verbum，deus和汉字“道”，“神”对照起来，用同样办法找出其他字义，然后自行编出一部汉语-拉丁语小字典。理雅各随即将桌上一本新约递给伟烈亚力，让他试试，他还翻译得不错。于是理雅各安排亲自为伟烈亚力上几堂课。理雅各当即认为，这位年轻人将来在汉学方面，必将崭露头角。果然，1847年他就在掌管了上海伦敦会的印务所。
伟烈亚力还通晓法语、俄语、满文、蒙文。

### 教会工作
1846年 (道光二十六年)，理雅各因偉烈亞力通晓汉语，派遣他前往上海协助麦都思管理伦敦传道会设于上海的印刷局墨海书馆。偉烈亞力在墨海书馆翻译《马太福音》和《马可福音》。1857年 (咸豐七年) 偉烈亞力创办上海第一份中文月刊《六合丛谈》並自任主编。同年10月16日，伟烈亚力、裨治文、艾约瑟等传教士发起成立上海文理学会（Shanghai Literary and Scientific Society），裨治文任主席，偉烈亞力任秘书。1858年7月20日 (咸豐八年六月十日) 改名亚洲文会北中国支会。1858年 (咸豐八年) 伟烈亚力随额尔金勋爵同去长江考察，并到武昌会见清朝官员；年底作为额尔金勋爵派出的三人代表团成员（还有威妥玛、李泰国、俄理范），到南京会见太平天国官员。1868年伟烈亚力与英国伦敦会驻中国华中区传教士杨格非一同考察湖北、四川、陕西等地。偉烈亞力撰有《湖北四川陕西三省行程记》报告考察结果，发表於《亚洲文会北中国支会简报》。从1863年(同治二年)开始，偉烈亞力成为英国慈善机构圣经会（British and Foreign Bible Society）的代理人。1862年11月 (同治元年十月) 偉烈亞力返回英国，不久脱离伦敦会，加入大英圣书公会。1863年作为圣书公会代理人来华。 1867年 (同治六年)，伟烈亚力在上海出版《在华新教传教士纪念录》 一书，是关于于自19世纪初以来，来华的338位传教士的小传和他们出版过的的书籍，这是一本研究基督教在华传教历史的重要文献。伟烈亚力还撰写过一篇关于西安府景教碑的文章：The Nestorian Tablet of Si Ngan Fu。偉烈亞力在中国30年，前后共推销一百万部新约圣经。

### 传播西学
伟烈亚力在墨海书馆结识王韬、李善兰等中国学者。他们在墨海书馆工餘之暇，经常在一起探讨学术。有一次，王韬、伟烈亚力和李善兰三人在一起讨论问题，王韬问道：“西方自古以来有多少位天文学家？”伟烈亚力取出一书，并开始一边口述内容一边比划，王韬随即在一旁用毛笔记录；伟烈亚力用十天工夫讲完全书，王韬将所得记录整理成书，交由墨海书馆出版，名为《西国天学源流》。伟烈亚力和王韬共同翻译过介绍英国东印度公司历史的《华英通商事略》，和介绍力学知识《重学图说》。伟烈亚力又和李善兰合作，将利玛窦與徐光启在二百多年前翻译了一半的欧几里得《几何原本》，继续翻译出来，成为《续几何原本》。伟烈亚力与李善兰合译的书籍还包括《数学启蒙》、《代数学》、和根据美国纽约州立大学数学教授伊莱亚斯·罗密士原著翻译的《代微积拾级》。《代数学》和《代微积拾级》二书，第一次将解析数学引入中国，不但在中国影响很大，而且还经日本数学家翻译成日文，在日本出版。

### 汉学研究

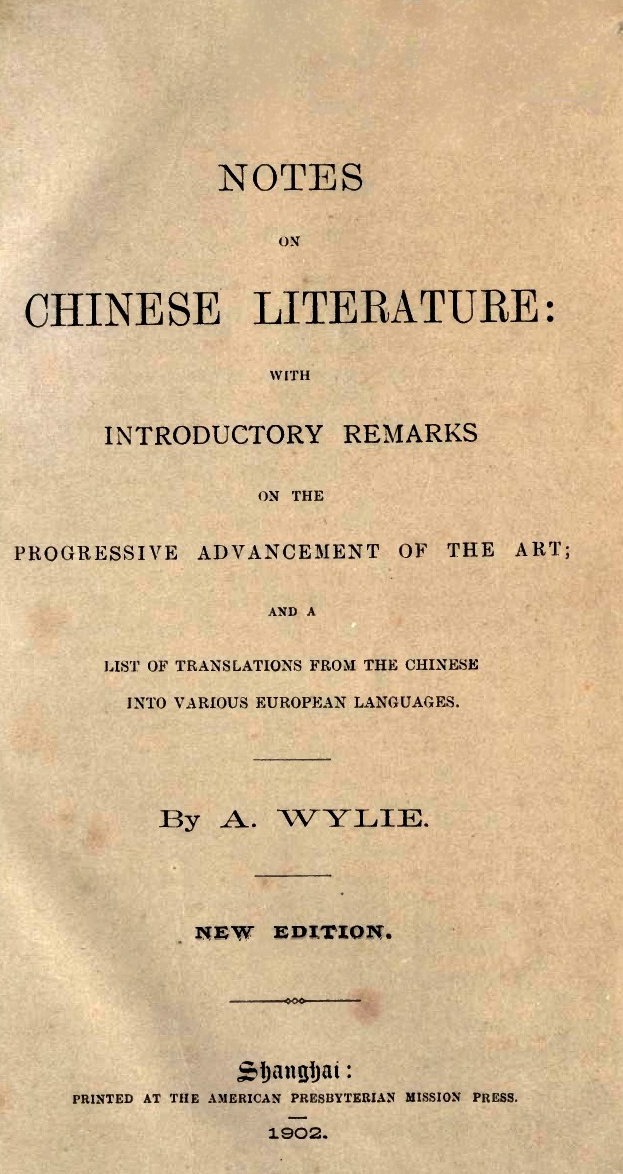
偉烈亞力《中国文献录》1902年 上海

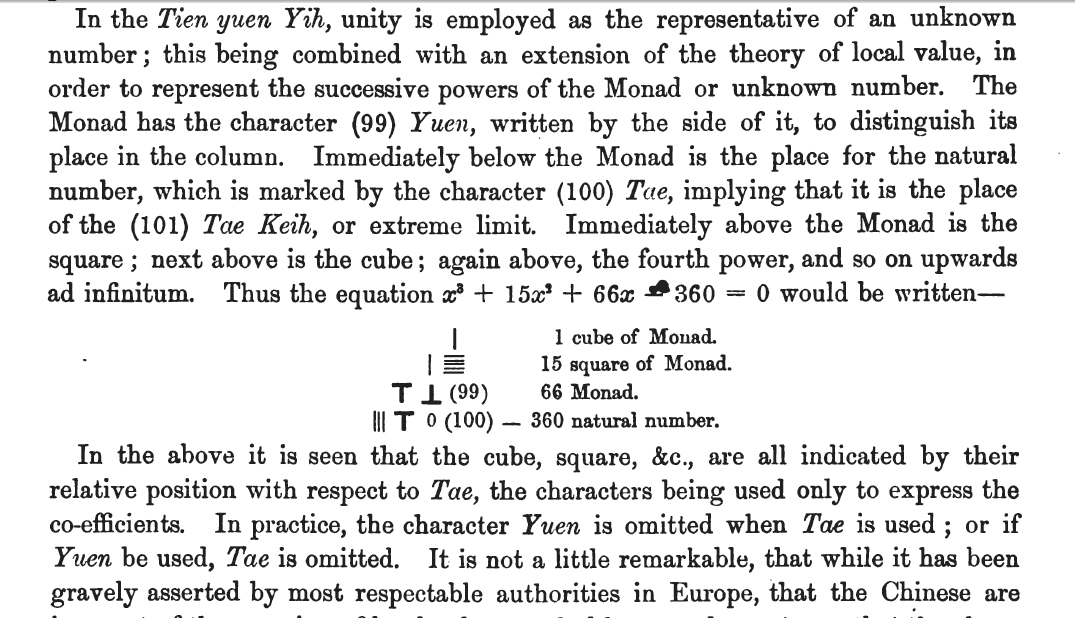
偉烈亞力 《中国科学札记》 论天元

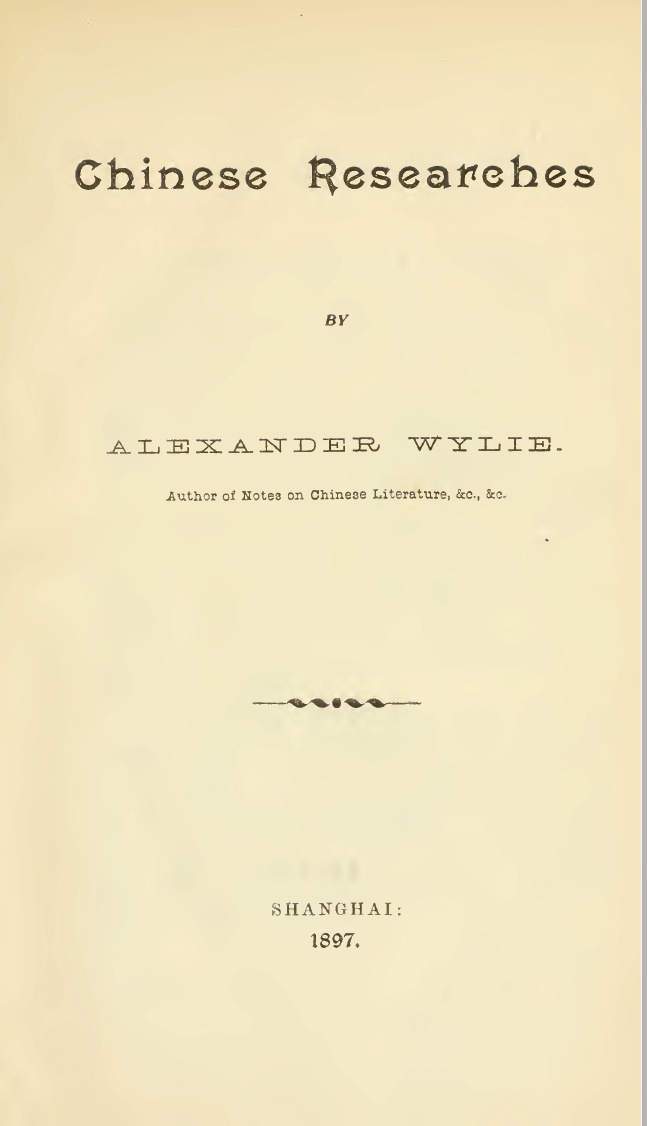
中国研究 书影

- 伟烈亚力不但对西学东渐作出重要的贡献，他在东学西渐方面的工作更是功不可没，是公认的汉学家。伟烈亚力热心中国文化，收罗大量中文古典文献，有近二万种。伟烈亚力有四本闻名于世的著作：三部是关于汉学的（另一本是《在华新教传教士纪念录》）。

《中国文献录》
他在1867年 (同治六年) 在上海出版的 Notes on Chinese Literature（《中国文献录》），介绍了二千多部包括古典文学、数学、医学和科学技术等方面的中国古典文献，至今仍无人企及。
- 第一章，经典：易经，诗经，春秋，四书，礼记。
- 第二章，史学：编年史，断代史，官方文献，传记类，地理类，书目类，史论类等。
- 第三章，哲学：兵法类，立法类，农书类，医书类，天文数学类，卜算类，百科全书类，佛教类，道教类，杂家类，
- 第四章，文学：离骚，李太白集，东坡全集，欧阳文集，陆九渊，五代宫词，月满楼诗别集，谢灵运，诗女史等。

《中国科学札记》
- 伟烈亚力最为西方学者推崇的著作，是他1852年在《北華捷報》（North China Herald，《字林西报》前身），发表的论文：《中国科学札记》（Jottings on the Science of Chinese）。伟烈亚力最早向西方学界介绍中国古代的算筹，指出筹数乃是十进位制，比欧洲和阿拉伯早几个世纪。伟烈亚力在文中详述《通鉴纲目》、《书经》、《周髀》、《九章算术》、《孙子算经》、《数术记遗》、《夏侯阳算经》、《海岛算经》、《五曹算经》、 《周髀算经》、《五经算术》、《张丘建算经》、《缉古算经》、《数书九章》、《详解九章算法》、《乘除通变本末》、《弧矢算术》、《测圆海镜》等中国古代典籍和数学著作。伟烈亚力熟悉西方数学的发展史，能对中国数学和西方数学进行比较，他指出秦九韶作于1240年的《数书九章》已经运用十进制和零，指出《数书九章》中的“玲珑开方”法领先于英国数学家威廉·乔治·霍纳（William George Horner）于1819年发表的解高次代数方程的方法。伟烈亚力此文深受欧洲学者推崇，1856年有学者将之翻译成德文，1862年有法译本。一百五十多年后，时至今日，研究中国数学史的书籍，[6]仍然引用偉烈亞力《中国科学札记》，足见偉氏此篇论文的确是中国数学史研究方面的一个里程碑。

《中国研究》
1897年，伟烈亚力在上海墨海书馆出版文集Chinese Researches（中国研究）。文集分四部分
- 第一部分宗教，收集伟烈亚力关于宗教的作品，包括《景教在中国》，《阿育王传》，《佛陀传》，《西藏的教会》，《玄奘传》，《法显传》，《中国的佛牙舍利》，《孔子》，《孟子》，《墨子》，《道教》，《中国的圣经》，《中国秘密会社》，三合会，白莲教，新加坡天地会，香港三合会等。
- 第二部分，收集伟烈亚力关于中国的史学著作，包括《中国的以色列人》，《开封府的犹太寺》，马可波罗，《伊本巴图》，《大秦景教流行中国碑》，《中国的景教寺》，《阿拉伯旅行家》，高丽攻略，高丽之臣服等。
- 第三部分科学论文，包括《北京的元朝天文仪器》，《传教士制造的天文仪器》，《1279年的观象台》，郭守敬传，《郭守敬发明的十七种天文仪器》，《中国文献中的日食记录》，恒星图，《中国的罗盘》，僧一行知道罗盘，《中国科学扎记》。
- 第四部分，文字学论文，包括《满语文法》，辽代，金朝，《成吉思汗》，努尔哈赤，《满文之起源》，辽代的文献，《维吾尔文与叙利亚文之比较》，蒙文与阿拉伯文的比较，满文草书等。

## 藏书

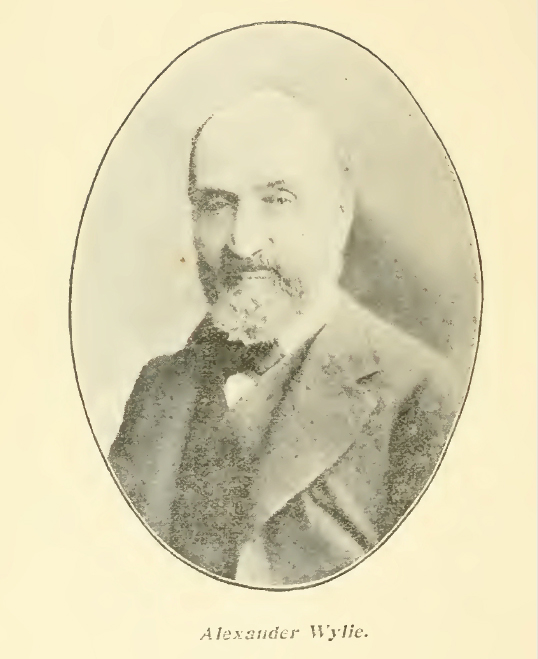
偉烈亞力

偉烈亞力在华期间，多方收集汉文图书，他的藏书室设立在上海山东路伦敦会大楼的第一层。他收集的汉文图书约有二万种，其中一千余种在1869年售与亚洲文会，其余在1882年售与牛津大学图书馆。“伟氏藏书”（Alexander Wylie Collection）是牛津大学图书馆博德利书库的一批重要的馆藏。伟氏藏书中有不少善本如《钱塘梦》、《园林午梦》、《围棋闯局》、《新契梨园摘锦乐府菁华》、《新刻荔镜奇逢集》、《荔镜记戏文》等。

## 著作
- 《华英通商事略》伟烈亚力口译，王韬笔录。
- 《西国天学源流》伟烈亚力口译，王韬笔录
- 《重学浅说》伟烈亚力口译，王韬笔录
- 《续几何原本》
- 《数学启蒙》
- 《数学启蒙》
- 《六合丛谈》

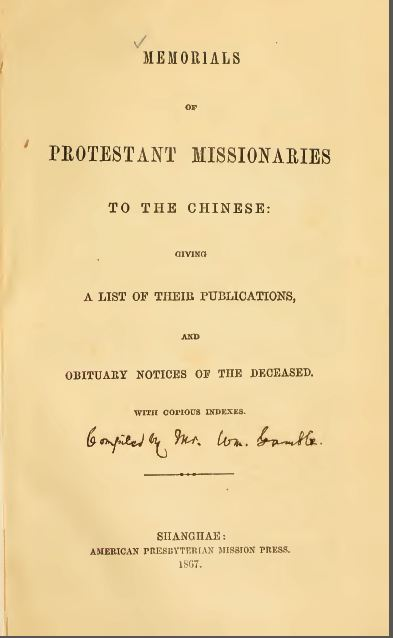
偉烈亞力著：《在华新教传教士纪念录》

- 《谈天》英国天文学家约翰·弗里德里希·威廉·赫歇尔1849年所著的《天文学纲要》（Outlines of Astronomy）
- 《中西通书》 1860上海
- 《代数学》》（英）德·摩根著，李善兰、伟烈亚力译，墨海书馆出版。
- 《代微积拾级》（美国）罗密士原著，李善兰，偉烈亞力翻译，墨海书馆出版，1859年。
- 《匈奴中国交涉史》
- 《满蒙语文典》
- Jottings on the Sciences of Chinese Mathematics, 1852, North China Herald
- Notes on Chinese Literature （《中国文献纪略》） 1867
- Itinerary of a Journey through the Provinces of Hoopih, Sze-chuen and Shen-se； Journal of the North China Branch of the Royal Asiatic Society, New Series, No. V, S. 153 -
- Memorials of Protestant Missionaries （《在华新教传教士纪念录》）  1867
- The Nestorian Tablet of Si Ngan Fu。（《景教纪事》）
- Chinese Researches, Shanghai: Mission Press, (1897).

### 引用
1. ↑  Henri Cordier, Life and Labour of Alexander Wylie, China Researches p9
2. ↑  God's Chinese Son, The Taiping Heavenly Kingdom of Hong Xiuquan, J.D.Spence ISBN 0393038440
3. ↑  伟烈亚力原著 倪文君译《1867年以前来华基督教传教士列传及著作目录》179页 广西师范大学出版社 2011
4. ↑  见《西国天学源流》王韬序
5. ↑  Paul A. Cohen, Between Tradition and Modernity, p63 ISBN  0674068769
6. ↑  Fleeting Footsteps:Tracing the Conception of Arithmetic and Algebra in Ancient China；by Lam Lay Yong and Ang Tian Se  ISBN 9812386963
7. ↑  Henri Codier, The Life and Labours of Alxander Wylie,Chinese Researches, p7
8. ↑  向达：《记牛津所藏中文书》